# José Durán
José Durán, (en catalán: Josep Duran; Cadaqués, Alto Ampurdán, 1730 - Barcelona, 24 de enero de 1802) fue un compositor español de ópera y música religiosa que tuvo actividad en la transición entre el Barroco y el Clasicismo. Desde 1755 fue maestro de capilla del palacio de la Condesa de Barcelona, y desde 1780 de la catedral de Barcelona.
De clara influencia italiana, fue discípulo de Francesco Durante en Nápoles. Cuando volvió a Barcelona, fue maestro de capilla del marqués de Los Vélez y, al parecer, también de la catedral. Dirigió a menudo la ejecución de óperas en el Teatro de la Santa Cruz, y contribuyó a afianzar el gusto por el drama lírico italiano.

## Primera ópera catalana
Coetáneo de los inicios del Clasicismo, compuso mucha música religiosa y oratorios, actividades que alternó con la composición de obras profanas, como dos óperas que se estrenaron en los años 1760 y 1762. Además del barroco de origen, Duran se vinculó también a las tendencias sinfónicas, todo ello sin dejar de lado en el italianismo que lo caracterizó.
Fue el autor de la primera ópera con música escrita por un catalán que se estrenó en Cataluña: Antigono, estrenada el 10 de julio de 1760 en el Teatro de la Santa Cruz, con libreto italiano, como era corriente en la época.
Una segunda producción, Temistocle, basada en un texto del famoso libretista Metastasio, se estrenó en el mismo lugar el 4 de noviembre de 1762.
También nos han llegado dos oberturas: una en Re mayor y otra en Fa mayor.